# Inkardinacija i ekskardinacija
Inkardinacija i ekskardinacija jesu kanonskopravni instituti Katoličke Crkve upisa ili ispisa klerika tj. primanja ili otpusta svećenika iz određene biskupije (mjesne Crkve) ili redovnika iz redovničke zajednice (Crkvenoga reda ili redovničke družbe). Od trenutka svoje inkardinacije svećenik je podređen biskupu kojemu je dužan poslušnost i koji mu dodjeljuje pastoralne dužnosti. Redovnik je dužan obdržavati poslušnost svojemu poglavaru, a preko njega i mjesnom biskupu (ordinariju). Uzvisivanje na kardinalsku čast podrazumijeva inkardinaciju u Rimsku biskupiju.